# 熱帶風暴尤娜拉
熱帶風暴烏娜拉（英語：Tropical Storm Unala，日本氣象廳編號：1314，中太平洋颶風中心編號：CP022013，中國大陸以及港澳地區譯名：烏娜拉）為2013年太平洋颶風季第十個被命名的風暴，以及2013年太平洋颱風季第十四個風暴，是2013年太平洋颱風季繼強烈熱帶風暴佩娃後，第二個越過國際日期變更線從中北太平洋進入西北太平洋的風暴，而「烏娜拉」自形成至消散並無造成顯著破壞或死亡。

## 氣象歷史
2013年8月11日，自中美洲西岸沿海有一呈東北東—西南西走向的季風槽線向夏威夷群島南部反常西行，該區域形成三股擾動，每股相距約10個經度，其中位在夏威夷群島東南方海面上的擾動被美國海軍研究實驗室給予擾動編號90C。
受惠於良好的環境影響，此熱帶性低氣壓在8月19日上午8時由中太平洋颶風中心直接升格為熱帶風暴，同時給予編號「02C」及命名為烏娜拉（Unala）。
其後，烏娜拉在8月19日下午2時越過國際日期變更線進入西北太平洋海域，中太平洋颶風中心發出最後的警報，並改由日本氣象廳（JMA）發報。日本氣象廳在當日下午2時將其評定為熱帶風暴，沿用中太平洋名稱烏娜拉。同時，聯合颱風警報中心亦將其評定為熱帶風暴。
但受到環境的影響，聯合颱風警報中心在下午8時將其降格為熱帶低氣壓，並發出最後的警報。而日本氣象廳則在翌日上午2時降格為熱帶低氣壓，並在上午8時認為系統已成為低壓區逐漸消散。
在事後調整中，美國太平洋聖嬰觀測中心（PEAC）指出，烏娜拉、佩娃與熱帶低氣壓03C皆有跨越國際日期變更線，日本氣象廳亦於年鑑指出烏娜拉跨越國際日期變更線後，以熱帶風暴的強度移動至威克島東方海域上空並於當晚減弱消散，交通部中央氣象局則指出烏娜拉進入西太平洋熱帶氣旋後僅維持六小時熱帶風暴的強度。

## 各機構認知異同

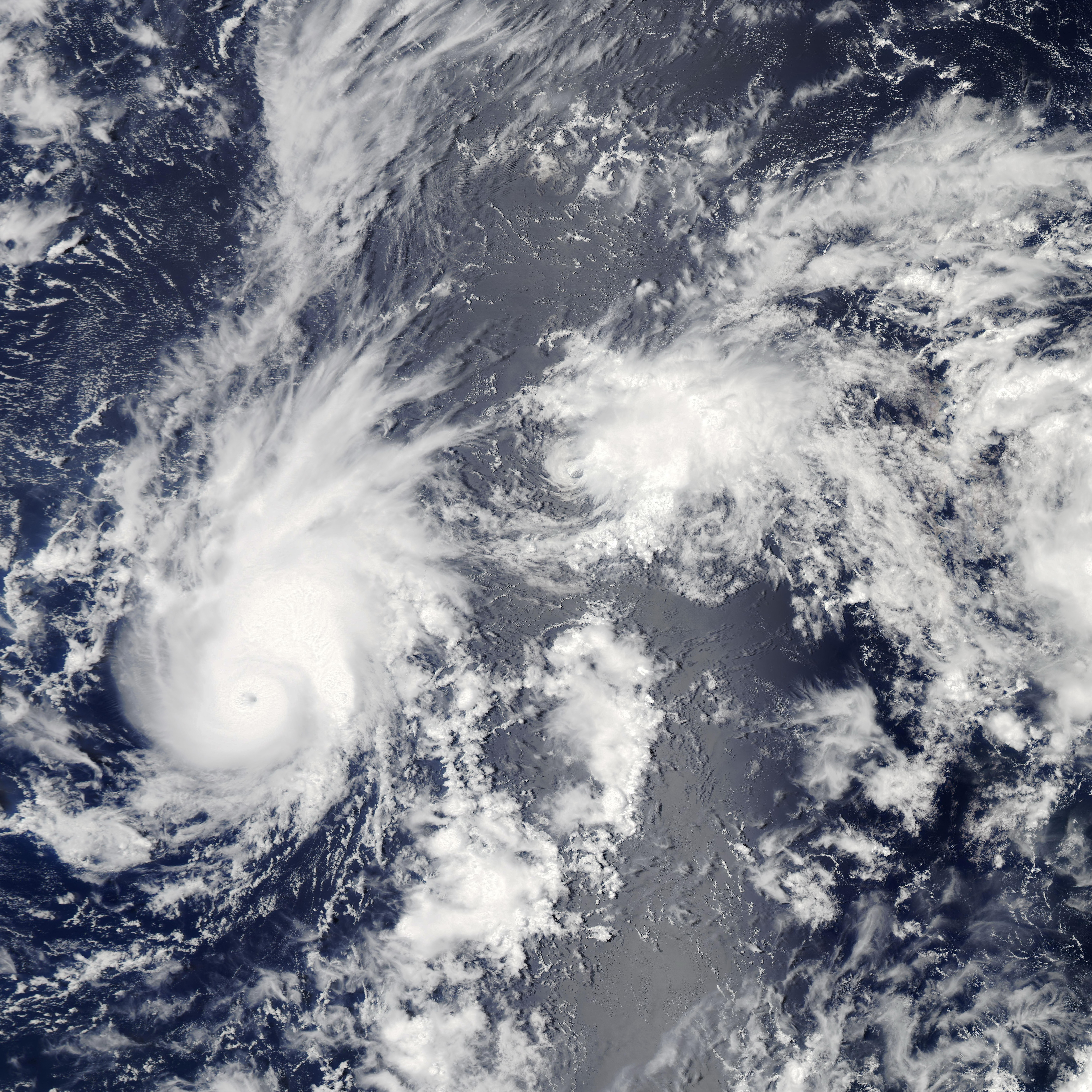
被中太平洋颶風中心認定有互動的佩娃（左）與烏娜拉（右）

### 跨區問題
烏娜拉在跨越國際日期變更線的過程當中引起了定位認定差異，中太平颶風中心在8月19日認為烏娜拉已跨越國際日期變更線並交由日本氣象廳發報，而在事後的調整報告當中卻認定烏娜拉在跨越國際換日線之前便已經逐漸減弱並消散。日本氣象廳在事後的調整報告中卻認為烏娜拉是以熱帶風暴的強度跨越國際日期變更線，並成為跨洋氣旋中報數最少的熱帶系統，香港天文台則在當年年鑑指出，烏娜拉以熱帶性低氣壓的強度跨越國際日期變更線。

### 消散問題
在事後的調整報告當中，佩娃與烏娜拉的互動引起認定問題，日本氣象廳認為烏娜拉自行消散，而中太平洋颶風中心則認為烏娜拉受到藤原效應的影響，並併入至佩娃的系統當中而逐漸消散。而美國國家航空暨太空總署在8月19日發表的「例行衛星監測報告」中表示烏娜拉迅速減弱的主因是佩娃所造成的。

## 外部連結
- （英文）世界氣象組織颱風委員會：東京區域專責氣象中心年報 （页面存档备份，存于）
- （英文）美國中太平洋颶風中心：烏娜拉的热带气旋报告 （页面存档备份，存于）
- （日語）日本氣象廳：1314最佳路徑數據 （页面存档备份，存于）、2013年熱帶氣旋最佳路徑（數據 （页面存档备份，存于）、路徑圖 （页面存档备份，存于））
- （英文）美國聯合颱風警報中心：02C最佳路徑數據 （页面存档备份，存于）、烏娜拉最佳路徑圖
- 韓國氣象局：2013年年終熱帶氣旋報告 （页面存档备份，存于）
- （简体中文）中國國家氣象中心：2013年熱帶氣旋最佳路徑數據 （页面存档备份，存于）
- （繁體中文）中華民國交通部中央氣象局：侵臺颱風資料庫——輕度颱風尤娜拉、尤娜拉最佳路徑圖、民國102年氣象年報 （页面存档备份，存于）
- （繁體中文）香港天文台：2013年8月熱帶氣旋概述 （页面存档备份，存于）

| A | B  | C  | D    | E | F | G |
|   |    |    |      |   |   |   |
| H | P* | U* | 03C* | I | J | K |
|   |    |    |      |   |   |   |
| L | M  | N  | O    | P | R | S |

| 萨菲尔-辛普森飓风风力等级 |    |    |    |    |    |    |
| TD                        | TS | C1 | C2 | C3 | C4 | C5 |